# Anna Chlumsky
Anna Maria Chlumsky (Chicago, Illinois, 3. prosinca 1980.) američka je glumica. Karijeru je započela kao dječja glumica, najpoznatija glumeći glavnu ulogu Vade Sultenfuss u My Girl (1991.) i njegovom nastavku iz 1994. godine. Između 1999. i 2005. Chlumskyina je karijera imala stanku dok je pohađala fakultet. Glumi se vratila ulogama u nekoliko nezavisnih filmova, uključujući Blood Car (2007.) i In the Loop (2009.). Od 2012. do 2019. Chlumsky je glumila Amy Brookheimer u HBO-ovoj televizijskoj seriji Veep, za koju je dobila šest nominacija za Primetime Emmy nagradu za izvanrednu sporednu glumicu u humorističnoj seriji.

## Rani život
Chlumsky je rođena u Chicagu, u saveznoj državi Illinois, kao kći Nancy (rođena Zunčić; pjevačice, glumice i bivše stjuardese) i Franka Chlumskyja mlađeg, kuhara i svirača saksofona. Odgojena je u katoličkoj obitelji. Chlumsky je češkog i hrvatskog podrijetla.

## Karijera

### 1989–1998: Prve uloge
Chlumsky je ušla u show business u ranoj dobi, modelirajući s majkom u reklamnoj kampanji, iako su joj uloge u My Girl (1991.) i My Girl 2 (1994.) donijele slavu. Također je glumila u Trading Mom (1994.) zajedno sa Sissy Spacek, kao i u Gold Diggers: The Secret of Bear Mountain (1995.) s Christinom Ricci. Od sredine do kasnih 90-ih, pojavila se ili glumila u nekoliko televizijskih filmova i serija.

### 1999–2005: Sveučilište i stanka od glume
Chlumsky je napravila pauzu od glume kako bi pohađala Sveučilište u Chicagu, diplomiravši međunarodne studije 2002. godine. Nakon fakulteta, angažirana je kao provjeravač činjenica za Zagat Survey i preselila se u New York City, nakon čega je uslijedila pozicija uredničke asistentice za HarperCollins znanstveno-fantastični i fantastični impresum; međutim, smatrala je da je njezina karijera u izdavačkoj industriji dosadna i nezadovoljavajuća. Chlumsky se naposljetku vratila glumi nakon što je završila formalno školovanje u Atlantic Acting School na Manhattanu.

### 2006 – danas: Povratak glumi
Chlumsky se pojavila kao Mary Calvin u epizodi 17. sezone Zakona i reda, koja se prvi put emitirala 12. siječnja 2007.; i kao Lisa Klein u epizodi 20 sezone, koja se prvi put emitirala 15. ožujka 2010. U ožujku 2007. pojavila se u 30 Rock epizodi "The Fighting Irish" kao Liz Lemler, romantična suparnica protagonistice Liz Lemon, koja prima cvijeće namijenjeno Lemler. Chlumsky je bila u četiri epizode ABC-ove drame Cupid 2009. godine. Kasnije te godine glumila je u filmu Lifetime Television-a 12 Božićnih muškaraca kao Jan Lucas.
Glumila je u izvan-broadwayskoj produkciji Unconditional Bretta C. Leonarda u The Public Theatreu, koja je otvorena u veljači 2008.; producirala ga je Kazališna družina LAByrinth.
Godine 2009. pojavila se u političkoj satiri BBC Films-aIn The Loop Armanda Iannuccija, zajedno s Peterom Capaldijem, Tomom Hollanderom, Chrisom Addisonom, Jamesom Gandolfinijem i Mimi Kennedy, kvazi-spinoffu Iannuccijeve BBC-jeve TV serije The Thick of It U filmu glumi Lizu, asistenticu State Departmenta. Od 2012. do 2019. Chlumsky je glumila Amy Brookheimer, pomoćnicu lika Julije Louis-Dreyfus u HBO-ovom Veepu, koji je također producirao Iannucci. U lipnju 2012. glumila je u svjetskoj premijeri 3C Davida Adjmija u Rattlestick Playwrights Theatreu u New Yorku.
Dan Aykroyd, koji je glumio njezinog oca u dva filma My Girl, rekao je da je scenarij za treći film u razvoju od 2003. godine. U travnju 2012. Chlumsky je "ugasila" sve glasine da je takav film u razvoju.  Osim uloge u Veepu, Chlumsky se pojavila u više televizijskih serija između 2011. i 2013., uključujući White Collar, Law & Order: Special Victims Unit i NBC-evu adaptaciju Hannibala .
Chlumsky se pojavila na Broadwayu u You Can't Take It with You, a počevši od travnja 2015. kao urednica Iris Peabody u komediji Living on Love, s Renee Fleming, Jerryjem O'Connellom i Douglasom Sillsom.
2017. Chlumsky se pojavila u četvrtoj sezoni serije AMC Networks-ovog Halt and Catch Fire kao dr. Katie Herman, ljubavni interes Gordona Clarka (Scoot McNairy).
U listopadu 2019. Chlumsky je dobila glavnu ulogu zajedno s Juliom Garner u dramskoj seriji Shonda Rhimes na Netflix-u, Inventing Anna. Chlumsky će posuditi glas Charlotte Pickles u Paramount+-ovom oživljavanju Rugratsa.

## Osobni život
U listopadu 2007. Chlumsky je najavila zaruke s članom pričuvnog sastava Shaunom Soom, koji je također služio na dužnosti u Afganistanu. Njih dvoje su se upoznali kao studenti na Sveučilištu u Chicagu 2000. godine. Vjenčali su se 8. ožujka 2008. u Brooklynu u New Yorku. Imaju dvije kćeri, rođene u srpnju 2013. i kolovozu 2016.

## Filmografija

### Film
| Godina | Ime                                       | Uloga            | Bilješke    |
| ------ | ----------------------------------------- | ---------------- | ----------- |
| 1989   | Uncle Buck                                | School Child     |             |
| 1991   | My Girl                                   | Vada Sultenfuss  |             |
| 1994   | My Girl 2                                 | Vada Sultenfuss  |             |
| 1994   | Trading Mom                               | Elizabeth Martin |             |
| 1995   | Gold Diggers: The Secret of Bear Mountain | Jody Salerno     |             |
| 2005   | Wait                                      | Cara             | Kratki film |
| 2007   | Blood Car                                 | Lorraine         |             |
| 2008   | Eavesdrop                                 | Chelsea          |             |
| 2009   | In the Loop                               | Liza Weld        |             |
| 2009   | The Good Guy                              | Lisa             |             |
| 2009   | My Sweet Misery                           | Chloe            |             |
| 2010   | Civil Unions: A Love Story                | neimenovana      | Kratki film |
| 2011   | The Pill                                  | Nelly            |             |
| 2012   | Bert and Arnie's Guide to Friendship      | Sabrina          |             |
| 2015   | The End of the Tour                       | Sarah            |             |
| 2019   | Hala                                      | Shannon Taylor   |             |
| TBA    | neimenovani film Johna Logana             |                  |             |

### Televizija
| Godina    | Ime                               | Uloga                      | Bilješke                                     |
| --------- | --------------------------------- | -------------------------- | -------------------------------------------- |
| 1997      | A Child's Wish                    | Missy Chandler             | Televizijski film                            |
| 1997      | Miracle in the Woods              | Gina Weatherby / Field Pea | Televizijski film                            |
| 1998      | Cupid                             | Jill                       | Epizoda: "Meat Market"                       |
| 1998      | Early Edition                     | Megan Clark                | Epizoda: "Teen Angels"                       |
| 2007      | Eight Days a Week                 | Riley McGann               | Neobjavljeno                                 |
| 2007      | 30 Rock                           | Liz Lemler                 | Epizoda: "The Fighting Irish"                |
| 2007 2010 | Law & Order                       | Mary Calvin, Lisa Klein    | Epizode: "Charity Case" "Innocence"          |
| 2009      | House Rules                       | Scotty Fisher              | Televizijski film                            |
| 2009      | Cupid                             | Josie                      | 4 epizode; obrada originalne Cupid serije    |
| 2009      | 12 Men of Christmas               | Jan Lucas                  | Teevizijski film                             |
| 2010      | The Quinn-tuplets                 | Rachel Quinn               | Pilot epizoda                                |
| 2010      | Covert Affairs                    | Vivian Long                | Epizoda: "I Can't Quit You Baby"             |
| 2011      | Lights Out                        | Charlie                    | Epizode: "Headgames", "The Shot"             |
| 2011      | Three Weeks, Three Kids           | Jennifer Mills             | Televizijski film                            |
| 2011      | White Collar                      | Agent Melissa Matthews     | Epizode: "Where There's a Will", "Countdown" |
| 2012–2019 | Veep                              | Amy Brookheimer            | 65 epizoda; Glavna uloga (Sezone 1–7)        |
| 2012      | Army Wives                        | Jessica Anderson           | Epizoda: "Tough Love"                        |
| 2012      | Law & Order: Special Victims Unit | Jocelyn Paley              | Epizoda: "Twenty-Five Acts"                  |
| 2013–2014 | Hannibal                          | Miriam Lass                | 4 epizode                                    |
| 2016      | Robot Chicken                     | Kelly / Nurse (voice)      | Epizoda: "Western Hay Batch"                 |
| 2017      | Halt and Catch Fire               | Dr. Katie Herman           | 5 epizoda                                    |
| 2021      | Rugrats                           | Charlotte Pickles (voice)  | Glavna uloga                                 |
| 2022      | Inventing Anna                    | Vivian Kent                | Glavna uloga; novinarka                      |

## Nagrade i nominacije
| Godina | Udruga                               | Kategorija                                                               | Work                                      | Result     | Ref.              |
| ------ | ------------------------------------ | ------------------------------------------------------------------------ | ----------------------------------------- | ---------- | ----------------- |
| 1991   | Chicago Film Critics Association     | Most Promising Actress                                                   | My Girl                                   | Nominacija |                   |
| 1991   | MTV Movie Awards                     | Best Kiss (shared with Macaulay Culkin)                                  | My Girl                                   | Osvojeno   |                   |
| 1991   | MTV Movie Awards                     | Best On-Screen Duo (shared with Culkin)                                  | My Girl                                   | Nominacija |                   |
| 1991   | Young Artist Awards                  | Most Promising Young Newcomer                                            | My Girl                                   | Osvojeno   | [nedostaje izvor] |
| 1994   | Young Artist Awards                  | Best Performance by a Young Actress Starring in a Motion Picture         | My Girl 2                                 | Osvojeno   |                   |
| 1995   | Young Artist Awards                  | Best Young Leading Actress – Feature Film                                | Gold Diggers: The Secret of Bear Mountain | Osvojeno   |                   |
| 1997   | Young Artist Awards                  | Best Performance in a TV Movie/Pilot/Mini-Series – Leading Young Actress | A Child's Wish                            | Nominacija |                   |
| 1998   | Young Artist Awards                  | Best Performance in a TV Comedy Series – Guest Starring Young Actress    | Cupid                                     | Osvojeno   |                   |
| 2012   | Online Film & Television Association | Best Supporting Actress in a Comedy                                      | Veep                                      | Nominacija | [ 25 ]            |
| 2013   | Primetime Emmy Awards                | Outstanding Supporting Actress in a Comedy Series                        | Veep                                      | Nominacija |                   |
| 2013   | Online Film & Television Association | Best Supporting Actress in a Comedy                                      | Veep                                      | Nominacija | [ 25 ]            |
| 2013   | Screen Actors Guild Awards           | Outstanding Performance by an Ensemble in a Comedy Series                | Veep                                      | Nominacija |                   |
| 2014   | Primetime Emmy Awards                | Outstanding Supporting Actress in a Comedy Series                        | Veep                                      | Nominacija |                   |
| 2014   | Online Film & Television Association | Best Supporting Actress in a Comedy                                      | Veep                                      | Nominacija | [ 25 ]            |
| 2014   | Screen Actors Guild Awards           | Outstanding Performance by an Ensemble in a Comedy Series                | Veep                                      | Nominacija |                   |
| 2015   | Gracie Awards                        | Outstanding Female Actor in a Supporting Role in a Comedy or Musical     | Veep                                      | Osvojeno   | [nedostaje izvor] |
| 2015   | Primetime Emmy Awards                | Outstanding Supporting Actress in a Comedy Series                        | Veep                                      | Nominacija |                   |
| 2015   | Online Film & Television Association | Best Supporting Actress in a Comedy                                      | Veep                                      | Nominacija | [ 25 ]            |
| 2015   | Screen Actors Guild Awards           | Outstanding Performance by an Ensemble in a Comedy Series                | Veep                                      | Nominacija |                   |
| 2016   | Primetime Emmy Awards                | Outstanding Supporting Actress in a Comedy Series                        | Veep                                      | Nominacija |                   |
| 2016   | Critics' Choice Television Awards    | Best Supporting Actress in a Comedy Series                               | Veep                                      | Nominacija |                   |
| 2016   | Online Film & Television Association | Best Supporting Actress in a Comedy                                      | Veep                                      | Nominacija |                   |
| 2016   | Screen Actors Guild Awards           | Outstanding Performance by an Ensemble in a Comedy Series                | Veep                                      | Nominacija |                   |
| 2017   | Primetime Emmy Awards                | Outstanding Supporting Actress in a Comedy Series                        | Veep                                      | Nominacija | [ 26 ]            |
| 2017   | Online Film & Television Association | Best Supporting Actress in a Comedy                                      | Veep                                      | Nominacija |                   |
| 2017   | Screen Actors Guild Awards           | Outstanding Performance by an Ensemble in a Comedy Series                | Veep                                      | Osvojeno   |                   |
| 2019   | Primetime Emmy Awards                | Outstanding Supporting Actress in a Comedy Series                        | Veep                                      | Nominacija |                   |